# パーフェクト・ホスト 悪夢の晩餐会
『パーフェクト・ホスト 悪夢の晩餐会』（原題: The Perfect Host）は、2010年のアメリカ映画。日本では2011年5月7日に公開された。

## あらすじ
銀行強盗を働いて警察に追われていたジョンは、高級住宅街にあるウォーウィックの家に駆け込んだ。自宅でディナー・パーティを開こうとしていたウォーウィックをだまして、家の中に入ることに成功したジョン。「完璧なホスト」のつとめを果たそうと考えていたウォーウィックも彼をあたたく迎え入れる。しかし、彼が強盗犯であることが判明し、ウォーウィックを脅す。だが、それはジョンにとって悪夢の始まりにしか過ぎなかった。

## キャスト
| 役名                       | 俳優                         | 日本語吹替 |
| -------------------------- | ---------------------------- | ---------- |
| ウォーウィック・ウィルソン | デヴィッド・ハイド・ピアース | 沢木郁也   |
| ジョン・テイラー           | クレイン・クロフォード       | 鳥海浩輔   |
| モートン刑事               | ナサニエル・パーカー         | 松田健一郎 |
| シモーン                   | ミーガン・ペリー             | 今瀬未知   |
| キャシー                   | ヘレン・レディ               | 水落幸子   |
| ヴァルデス                 | ジョセフ・ウィル             | 山本格     |
| ローマン                   | タイリース・アレン           | 武田幸史   |
| モニカ                     | インドラ・ウィルソン         | 秋保佐永子 |
| ルパート                   | クーパー・バーンズ           | 岩崎了     |

- その他の日本語吹き替え：吉田麻実／今井麻夏